# Rat des Kreises
Die Räte der Kreise waren in den 189 Landkreisen der DDR das Exekutivorgan des jeweiligen Kreistages und somit nach gesetzlicher Definition vollziehendes und verfügendes Organ in einem Kreisgebiet. Deren Pendant war in den 26 Stadtkreisen der DDR der Rat der Stadt bzw. in den 11 Stadtbezirken von Ost-Berlin der Rat des Stadtbezirkes als Organe der jeweiligen Stadtverordnetenversammlung der Stadt bzw. der jeweiligen Stadtbezirksversammlung in Ost-Berlin.
Im staatlichen Verwaltungsaufbau der DDR bildeten die Räte der Kreise somit nach der Regierung und den Räten der Bezirke die dritte staatliche Verwaltungsebene. Von ihrer Einordnung im Staatsgefüge her gesehen sind sie insofern in etwa den heutigen Landratsämtern vergleichbar.

## Grundsätze
Als Kollektivorgan entschied ein Rat des Kreises in gesetzlich vorgegebenem Rahmen über die Belange seines Verwaltungsgebietes, des jeweiligen Land- oder Stadtkreises also, soweit diese nicht der ausschließlichen Zuständigkeit seines Legislativorganes (Kreistag bzw. Stadtverordnetenversammlung oder Stadtbezirksversammlung) oblagen. Er bereitete die Entscheidungen des Kreistages vor, indem er in diesen Entscheidungsvorlagen einbrachte.
Gemäß dem in der DDR geltenden zentralistischen Prinzip der doppelten Unterstellung waren die Räte der Kreise bzw. deren Fachorgane dem Rat des Bezirkes und dessen Fachabteilungen gegenüber weisungsgebunden, wie wiederum die Exekutivorgane der untersten Verwaltungsebene (die Räte der kreisangehörigen Städte und Gemeinden) dem Rat des Kreises und dessen Fachorganen untergeordnet waren.
Wie in allen staatlichen Ebenen waren auch die Kreistage und die Räte der Kreise sehr restriktiv dem Diktat der zuständigen Kreisleitungen der SED unterworfen, womit sie letztendlich in ihren kommunalpolitischen, personellen und finanzpolitischen Entscheidungsfindungen nicht unabhängig waren.

## Aufgaben und Verantwortlichkeiten
Die Aufgaben und die Arbeitsweise der Räte der Kreise waren zuletzt im Gesetz über die örtlichen Volksvertretungen von 1985, Kapitel II, §§ 9–12; ihre Verantwortlichkeiten im Kapitel V, §§ 39–60, geregelt. Sie reichten von den territorialen politischen, sozialen und kulturellen Verwaltungsaufgaben über die Haushalts- und Finanzwirtschaft und wirtschaftslenkende Maßnahmen bis hin zu innenpolitischen Obliegenheiten.

## Aufbau
Die Mitglieder des Rates des Kreises wurden durch den Kreistag aus dessen Mitte gewählt. Die Ratsmitglieder (außer dem Vorsitzenden, dessen 1. Stellvertreter und dem Sekretär des Rates) waren zugleich die Leiter der Fachabteilungen des Rates des Kreises.
Mitglieder eines Rates des Kreises waren in der Regel:
- der Vorsitzende des Rates des Kreises
- der 1. Stellvertreter des Vorsitzenden
- der Stellvertreter des Vorsitzenden für Inneres
- der Stellvertreter des Vorsitzenden und Vorsitzender der Kreisplankommission
- der Stellvertreter des Vorsitzenden für Land-, Forst- und Nahrungsmittelwirtschaft
- der Stellvertreter des Vorsitzenden für Handel und Versorgung
- der Sekretär des Rates
- das Mitglied des Rates für Finanzen und Preise
- das Mitglied des Rates für Örtliche Versorgungswirtschaft
- das Mitglied des Rates für Wohnungswirtschaft
- das Mitglied des Rates für Verkehrswesen
- das Mitglied des Rates für Energiewirtschaft
- das Mitglied des Rates für Umweltschutz und Wasserwirtschaft
- das Mitglied des Rates für Kultur
- das Mitglied des Rates für Jugendfragen, Körperkultur und Sport
- der Kreisbaudirektor
- der Kreisschulrat
- der Kreisarzt

Personelle und strukturelle Zuordnungen der Ratsbereiche konnten entsprechend der Kreisgröße auch variieren.
Nachgeordnete Einrichtungen des Rates waren u. a. das Büro des Kreisarchitekten, das Kreiskabinett für Kulturarbeit, das Kreiskabinett für Gesundheitserziehung und die Kreishygieneinspektion.

## Rolle der Räte für Inneres im SED-Staat
Der Journalist Christian Booß, Vorsitzender des „Bürgerkomitees 15. Januar“, bemängelte 2016, dass Mitarbeiter der lokalen und Kreisbehörden für ihre Mitwirkung im SED-Unrechtssystem praktisch nicht zur Rechenschaft gezogen worden sind. So wurden etwa Kirchengruppen und Ausreiseantragsteller Schikanen ausgesetzt, die von den Räten für Inneres in Kreisen und Kommunen ausgingen. Die dafür verantwortlichen Mitarbeiter hätten die Überprüfungen nach 1990 meist schadlos überstanden.